# Дзюдо на летних Олимпийских играх 1964
На летних Олимпийских играх 1964 года олимпийские соревнования по дзюдо состоялись впервые в истории. Они проходили в специально для этой цели построенном спорткомплексе Ниппон Будокан. Соревнования проводились только среди мужчин, участники были разбиты на четыре категории.

## Участники
В соревнованиях приняло участие 72 спортсмена из 27 стран:
- Аргентина — 3
- Австралия — 4
- Австрия — 3
- Бразилия — 1
- Венесуэла — 1
- Вьетнам — 3
- Великобритания — 4
- Объединённая германская команда — 4
- Ирландия — 1
- Италия — 2
- Канада — 1
- Южная Корея — 4
- Коста-Рика — 2
- Малайзия — 1
- Мексика — 3
- Нидерланды — 4
- Панама — 1
- Португалия — 1
- СССР — 4[1][2]
- США — 4[3]
- Таиланд — 3
- Тайвань — 4
- Тунис — 1
- Филиппины — 4
- Франция — 4
- Швейцария — 1
- Япония — 4

## Медали

### Общий медальный зачёт
| Место | Страна                          | Золото | Серебро | Бронза | Всего |
| ----- | ------------------------------- | ------ | ------- | ------ | ----- |
| 1     | Япония                          | 3      | 1       | 0      | 4     |
| 2     | Нидерланды                      | 1      | 0       | 0      | 1     |
| 3     | Объединённая германская команда | 0      | 1       | 1      | 2     |
| 4     | Канада                          | 0      | 1       | 0      | 1     |
| 4     | Швейцария                       | 0      | 1       | 0      | 1     |
| 6     | СССР                            | 0      | 0       | 4      | 4     |
| 7     | Австралия                       | 0      | 0       | 1      | 1     |
| 7     | Республика Корея                | 0      | 0       | 1      | 1     |
| 7     | США                             | 0      | 0       | 1      | 1     |
| Всего | Всего                           | 4      | 4       | 8      | 16    |

### Медалисты
| Категория          | Золото                   | Серебро                                           | Бронза                                                                  |
| ------------------ | ------------------------ | ------------------------------------------------- | ----------------------------------------------------------------------- |
| До 68 кг           | Такэхидэ Накатани Япония | Эрик Хенни Швейцария                              | Арон Боголюбов СССР Олег Степанов СССР                                  |
| До 80 кг           | Исао Окано Япония        | Вольфганг Хофманн Объединённая германская команда | Джеймс Брегман США Ким Ый Тхэ Республика Корея                          |
| Свыше 80 кг        | Исао Инокума Япония      | Дуглас Роджерс Канада                             | Парнаоз Чиквиладзе СССР Анзор Кикнадзе СССР                             |
| Открытая категория | Антон Гесинк Нидерланды  | Акио Каминага Япония                              | Теодор Бороновскис Австралия Клаус Глан Объединённая германская команда |